# Trzeszczany (gmina)
Pour les articles homonymes, voir Trzeszczany.
Trzeszczany est une gmina rurale (gmina wiejska) du powiat de Hrubieszów, dans la Voïvodie de Lublin, dans l'est de la Pologne, à la frontière avec l'Ukraine.
Son siège administratif (chef-lieu) est le village de Trzeszczany, qui se situe environ 11 kilomètres à l'ouest de Hrubieszów (siège du powiat) et 95 kilomètres au sud-est de la capitale régionale Lublin (capitale de la voïvodie).
La gmina couvre une superficie de 90,17 km2 pour une population de 4 641 habitants en 2006.

## Histoire
De 1975 à 1998, la gmina est attachée administrativement à la voïvodie de Zamość.

Depuis 1999, elle fait partie de la voïvodie de Lublin.

## Géographie
La gmina inclut les villages et localités de :

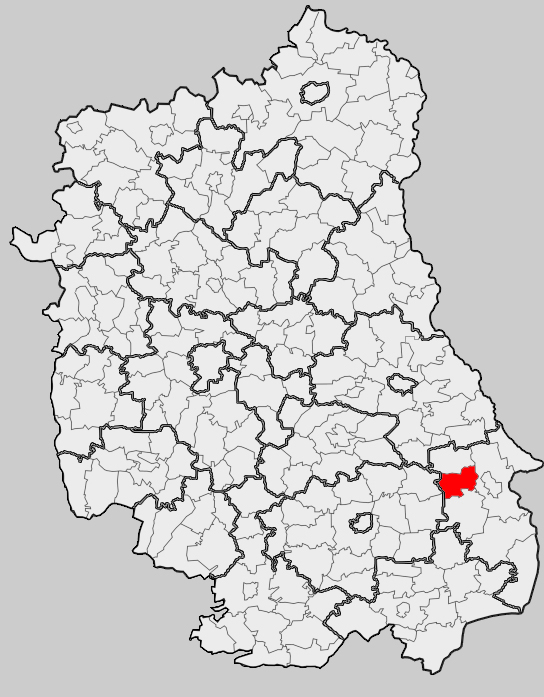
Position de la gmina dans la voïvodie

- Bogucice
- Drogojówka
- Józefin
- Korytyna
- Leopoldów
- Majdan Wielki
- Mołodiatycze
- Nieledew
- Ostrówek
- Trzeszczany
- Zaborce
- Zadębce
- Zadębce-Kolonia
- Zagroble
- Zamłynie

### Gminy voisines
La gmina de Trzeszczany est voisine des gminy suivantes :
- Grabowiec
- Hrubieszów
- Miączyn
- Uchanie
- Werbkowice

## Structure du terrain
D'après les données de 2002, la superficie de la commune de Trzeszczany est de 90,17 kilomètres carrés, répartis comme telle :
- terres agricoles : 80%
- forêts : 13%

La commune représente 7,1% de la superficie du powiat.

## Démographie
Données du 30 juin 2004:
| Description        | Total  | Total | Femmes | Femmes | Hommes | Hommes |
| ------------------ | ------ | ----- | ------ | ------ | ------ | ------ |
| Unité              | Nombre | %     | Nombre | %      | Nombre | %      |
| Population         | 4 738  | 100   | 2 437  | 51,4   | 2 301  | 48,6   |
| Densité (hab./km²) | 52,5   | 52,5  | 27     | 27     | 25,5   | 25,5   |